# Louismühle
Louismühle (fränkisch: Loi-mil) ist ein Gemeindeteil der kreisfreien Stadt Ansbach (Mittelfranken, Bayern). Louismühle liegt in der Gemarkung Bernhardswinden.

## Geografie
Die Einöde liegt am Silberbach. Im Nordwesten liegt die Flur Weiherleiten, im Süden das Hardtfeld. Ein Anliegerweg führt nach Deßmannsdorf (0,7 km westlich) bzw. zu einer Gemeindeverbindungsstraße (0,3 km östlich), die nach Höfstetten (0,2 km nördlich) bzw. nach Brodswinden führt (0,7 km südöstlich).

## Geschichte
Die Mühle wurde 1720 vom Bauern Johann Georg Horn errichtet und nach dem hugenottischen Glaubensflüchtling Louis Godofray, der sie 1722 kaufte, benannt. 1731 verkaufte er sie seinem Schwiegersohn Johann Caspar Schneider.
Gegen Ende des 18. Jahrhunderts gehörte die Louismühle zur Realgemeinde Deßmannsdorf. Die Mühle hatte das brandenburg-ansbachische Hofkastenamt Ansbach als Grundherrn. Unter der preußischen Verwaltung (1792–1806) des Fürstentums Ansbach erhielt die Louismühle bei der Vergabe der Hausnummern die Nr. 12 des Ortes Deßmannsdorf. Von 1797 bis 1808 unterstand der Ort dem Justiz- und Kammeramt Ansbach.
Im Rahmen des Gemeindeedikts wurde Louismühle dem 1808 gebildeten Steuerdistrikt Brodswinden und der 1811 gegründeten Ruralgemeinde Brodswinden zugeordnet. Am 20. September 1860 wurde Louismühle in die neu gebildete Gemeinde Bernhardswinden umgemeindet. Diese wurde am 1. Juli 1972 im Zuge der Gebietsreform in Bayern in die Stadt Ansbach eingegliedert.
Das Anwesen wird seit 2002 als Pferdehof betrieben.

## Einwohnerentwicklung
| Jahr      | 001818 | 001840 | 001861 | 001871 | 001885 | 001900 | 001925 | 001950 | 001961 | 001970 | 001987 | 002002 |
| Einwohner | 5      | 4      | *      | 6      | 9      | 8      | 5      | 5      | 4      | 6      | 5      | 8      |
| Häuser    | 1      | 1      |        |        | 1      | 1      | 1      | 1      | 1      |        | 1      |        |
| Quelle    | [ 12 ] | [ 13 ] | [ 14 ] | [ 15 ] | [ 16 ] | [ 17 ] | [ 18 ] | [ 19 ] | [ 20 ] | [ 21 ] | [ 22 ] | [ 23 ] |

## Religion
Der Ort ist evangelisch-lutherisch geprägt und war ursprünglich nach St. Johannis (Ansbach) gepfarrt, seit 1961 gehören sie zur Pfarrei Christuskirche. Die Einwohner römisch-katholischer Konfession sind nach St. Ludwig (Ansbach) gepfarrt und gehören zu deren Filialkirchengemeinde Unsere Liebe Frau (Meinhardswinden).